# William Arden, 2. Baron Alvanley

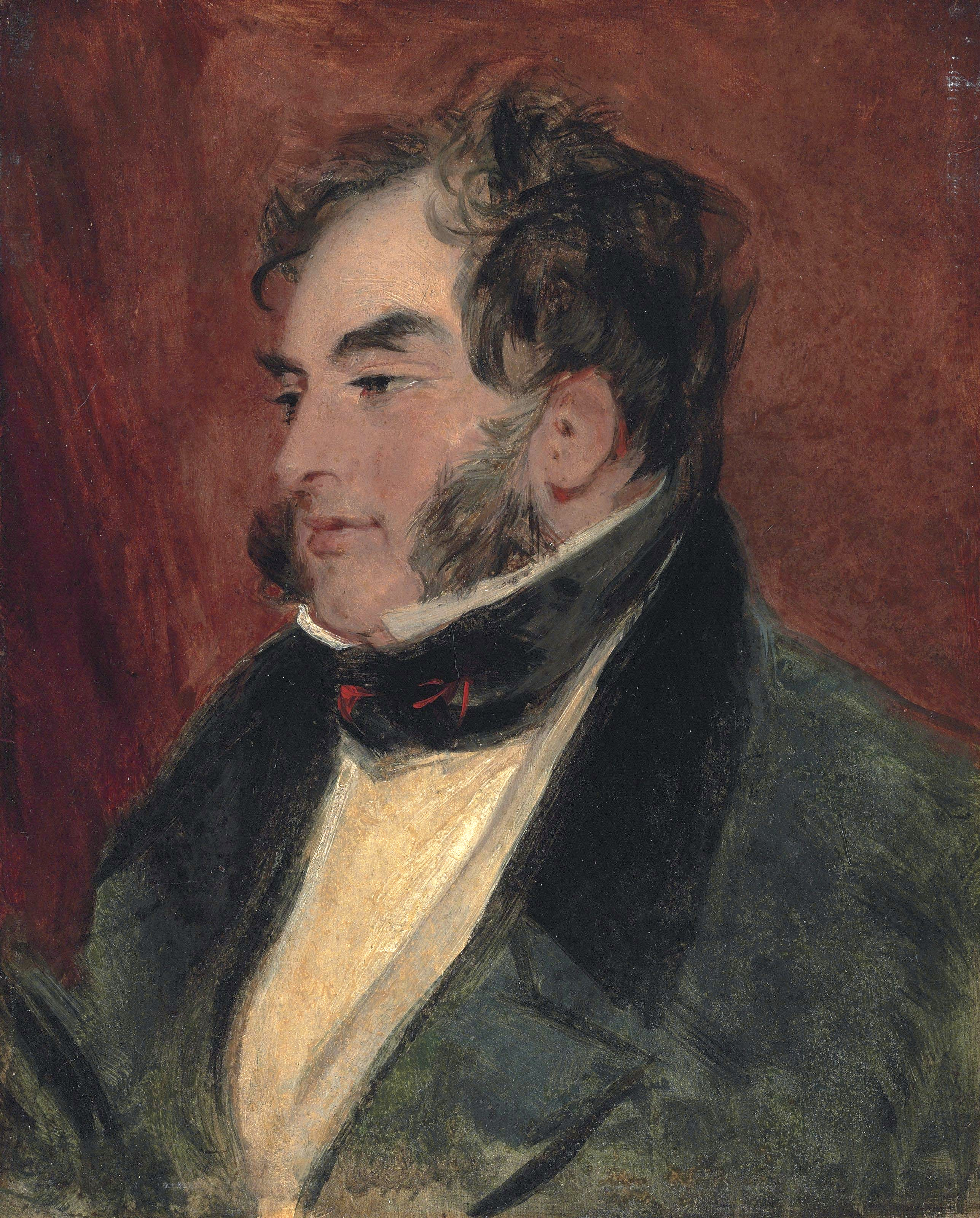
William Arden, 2. Baron Alvanley (Edwin Landseer)

William Arden, 2. Baron Alvanley (* 8. Januar 1789 in London; † 16. November 1849) war ein britischer Offizier und Peer.

## Familie und Titel
Geboren als ältester Sohn des Politikers Richard Arden, 1. Baron Alvanley, aus dessen Ehe mit Dorothea Wilbraham-Bootle, hatte Arden fünf Geschwister. Der Titel des Baron Alvanley und der damit verbundene Sitz im House of Lords ging mit dem Tod seines Vaters im Jahr 1804 auf ihn über. Da Arden unverheiratet und kinderlos blieb, erbt sein jüngerer Bruder Richard bei seinem Tod, 1849, den Titel.

## Militärische Karriere
Arden trat nach Abschluss seiner Ausbildung in die British Army ein. Zu diesem Zweck kaufte ihn sein Vater, wie damals üblich, im Rang eines Ensign bei den Coldstream Guards ein. Dort wurde er im März 1809 zum Lieutenant befördert. Am 18. August 1810 wechselte er als Captain zum 50th (Queen’s Own) Regiment of Foot, bevor er sich am 1. September 1812 zum 100th Regiment of Foot versetzen und zugleich unter Halbsold vom aktiven Dienst freistellen ließ. Wegen seiner immer weiter steigenden Schulden gab er die Halbbesoldung 1826 auf und kehrte in den aktiven Dienst zurück. Später nahm er den Dienstposten als Cornet des Forest Troop des King’s Regiment of Cheshire Yeomanry Cavalry an, den er schließlich am 17. Januar 1840 niederlegte und aus der Armee austrat.

## Sozialleben
Arden gehörte zum engen Freundeskreis von Georg IV. während dessen Zeit als Prinzregent. Er war auch eng befreundet mit George Bryan Brummell. Zusammen mit diesem gehörte Arden zu den Mitbegründern des Watier’s Club. Nachdem Brummell beim Prinzregenten in Ungnade gefallen und 1837 nach Frankreich ins Exil gegangen war, unterstützte Arden ihn finanziell. Seinen eigenen, ausschweifenden Lebensstil finanzierte er zunächst aus seinem Erbe. Als seine Schulden überhandnahmen, musste ein Großteil des Immobilienbesitzes verkauft werden.
Am 4. Mai 1835 lieferte er sich in Chalk Farm bei London ein Pistolenduell mit dem Unterhausabgeordneten Morgan O’Connell (1804–1885). Dieser trat als Stellvertreter für seinen Vater Daniel O’Connell an, den Arden zum Duell gefordert hatte, da dieser 1815 John D'Esterre in einem Duell getötet hatte. Jeweils zwei Schüsse wurden abgefeuert, verletzt wurde jedoch niemand.